# René IJzerman
René IJzerman (Zwolle, 6 januari 1955) is een voormalig Nederlands voetballer die van 1972 tot 1985 uitkwam voor PEC Zwolle. Hij speelde als middenvelder.
Hij is de vader van oud FC Zwolle speler Tom IJzerman.

## Carrièrestatistieken
| Seizoen         | Club            | Land            | Competitie      | Competitie | Competitie | Beker | Beker | Internationaal | Internationaal | Overig | Overig | Totaal | Totaal |
| Seizoen         | Club            | Land            | Competitie      | Wed.       | Dlp.       | Wed.  | Dlp.  | Wed.           | Dlp.           | Wed.   | Dlp.   | Wed.   | Dlp.   |
| --------------- | --------------- | --------------- | --------------- | ---------- | ---------- | ----- | ----- | -------------- | -------------- | ------ | ------ | ------ | ------ |
| 1972/73         | PEC Zwolle      | Nederland       | Eerste divisie  | –          | 0          | 2     | 0     | 0              | 0              | 0      | 0      | 0      | 0      |
| 1973/74         | PEC Zwolle      | Nederland       | Eerste divisie  | 14         | 0          | 0     | 0     | 0              | 0              | 0      | 0      | 14     | 0      |
| 1974/75         | PEC Zwolle      | Nederland       | Eerste divisie  | –          | 1          | –     | 0     | 0              | 0              | 0      | 0      | 0      | 1      |
| 1975/76         | PEC Zwolle      | Nederland       | Eerste divisie  | 31         | 2          | –     | 0     | 0              | 0              | 0      | 0      | 31     | 2      |
| 1976/77         | PEC Zwolle      | Nederland       | Eerste divisie  | 24         | 1          | –     | 0     | 0              | 0              | 0      | 0      | 24     | 1      |
| 1977/78         | PEC Zwolle      | Nederland       | Eerste divisie  | 32         | 5          | 1     | 0     | 0              | 0              | 0      | 0      | 33     | 5      |
| 1978/79         | PEC Zwolle      | Nederland       | Eredivisie      | 30         | 0          | 2     | 0     | 0              | 0              | 0      | 0      | 32     | 0      |
| 1979/80         | PEC Zwolle      | Nederland       | Eredivisie      | 31         | 0          | –     | 0     | 0              | 0              | 0      | 0      | 31     | 0      |
| 1980/81         | PEC Zwolle      | Nederland       | Eredivisie      | 18         | 0          | –     | 0     | 0              | 0              | 0      | 0      | 18     | 0      |
| 1981/82         | PEC Zwolle      | Nederland       | Eredivisie      | 30         | 1          | –     | 0     | 0              | 0              | 0      | 0      | 30     | 1      |
| 1982/83         | PEC Zwolle '82  | Nederland       | Eredivisie      | 28         | 0          | –     | 0     | 0              | 0              | 0      | 0      | 28     | 0      |
| 1983/84         | PEC Zwolle '82  | Nederland       | Eredivisie      | 31         | 0          | –     | 0     | 0              | 0              | 0      | 0      | 31     | 0      |
| 1984/85         | PEC Zwolle '82  | Nederland       | Eredivisie      | 22         | 0          | –     | 0     | 0              | 0              | 0      | 0      | 22     | 0      |
| Carrière totaal | Carrière totaal | Carrière totaal | Carrière totaal | 291        | 10         | 3     | 0     | 0              | 0              | 0      | 0      | 294    | 10     |

## Erelijst

### MetPEC Zwolle
| Nationaal               |    |         |
| Kampioen Eerste Divisie | 1x | 1977/78 |